# Mola del Moro
La Mola del Moro és una muntanya de 936,4 metres que es troba al municipi de Roquetes, a la comarca catalana del Baix Ebre.